# Rhitymna kananggar
Rhitymna kananggar là một loài nhện trong họ Sparassidae.
Loài này thuộc chi Rhitymna. Rhitymna kananggar được Peter Jäger miêu tả năm 2003.